# 507
Раннє Середньовіччя. У Східній Римській імперії триває правління Анастасія I. На Апеннінському півострові володіння Теодоріха Великого мають офіційний статус віцекоролівства Римської імперії. У Європі існують численні германські держави, зокрема Іберію та південь Галлії займає Вестготське королівство, Північну Африку захопили вандали, утворивши Африканське королівство, у Тисо-Дунайській низовині утворилося Королівство гепідів. На півночі Галлії панують салічні франки, у Західній Галлії встановилося Бургундське королівство.
У Китаї період Північних та Південних династій. На півдні править династія Лян, на півночі — Північна Вей. В Індії правління імперії Гуптів. У Японії триває період Ямато. У Персії править династія Сассанідів.
На території лісостепової України в VI столітті виділяють пеньківську й празьку археологічні культури. VI століття стало початком швидкого розселення слов'ян. У Північному Причорномор'ї співіснують різні кочові племена, зокрема гуни, сармати, булгари, алани.

## Події
- Візантійський імператор Анастасій I зайнявся фортифікаціями. Не зважаючи на протести персів, він збудував фортецю Дара з 10-метровими мурами в Месопотамії й мури Анастасія в Константинополі між Чорним та Мармуровим морями з метою захиститися від булгар і слов'ян, що загрожували місту з Фракії.
- Франки на чолі з Хлодвігом завдали поразки вестготам Аларіха II біля Пуатьє. Хлодвіг анексував Аквітанію й захопив Тулузу. Вестготи змушені відступити до Нарбонна.
- Королем вестготів став Гезалех. Він дістав підтримку від остготів Теодоріха Великого.
- Хлодвіг продиктував Салічну правду, збірку законів Франкського королівства.

## Померли
- Аларіх II, король вестготів.